# Chotutice
Chotutice är en ort i Tjeckien.   Den ligger i regionen Mellersta Böhmen, i den centrala delen av landet, 40 km öster om huvudstaden Prag. Chotutice ligger 209 meter över havet och antalet invånare är 443.
Terrängen runt Chotutice är platt. Runt Chotutice är det ganska tätbefolkat, med 124 invånare per kvadratkilometer. Närmaste större samhälle är Kolín, 15,7 km öster om Chotutice. Trakten runt Chotutice består till största delen av jordbruksmark.